# Kloster Pielenhofen

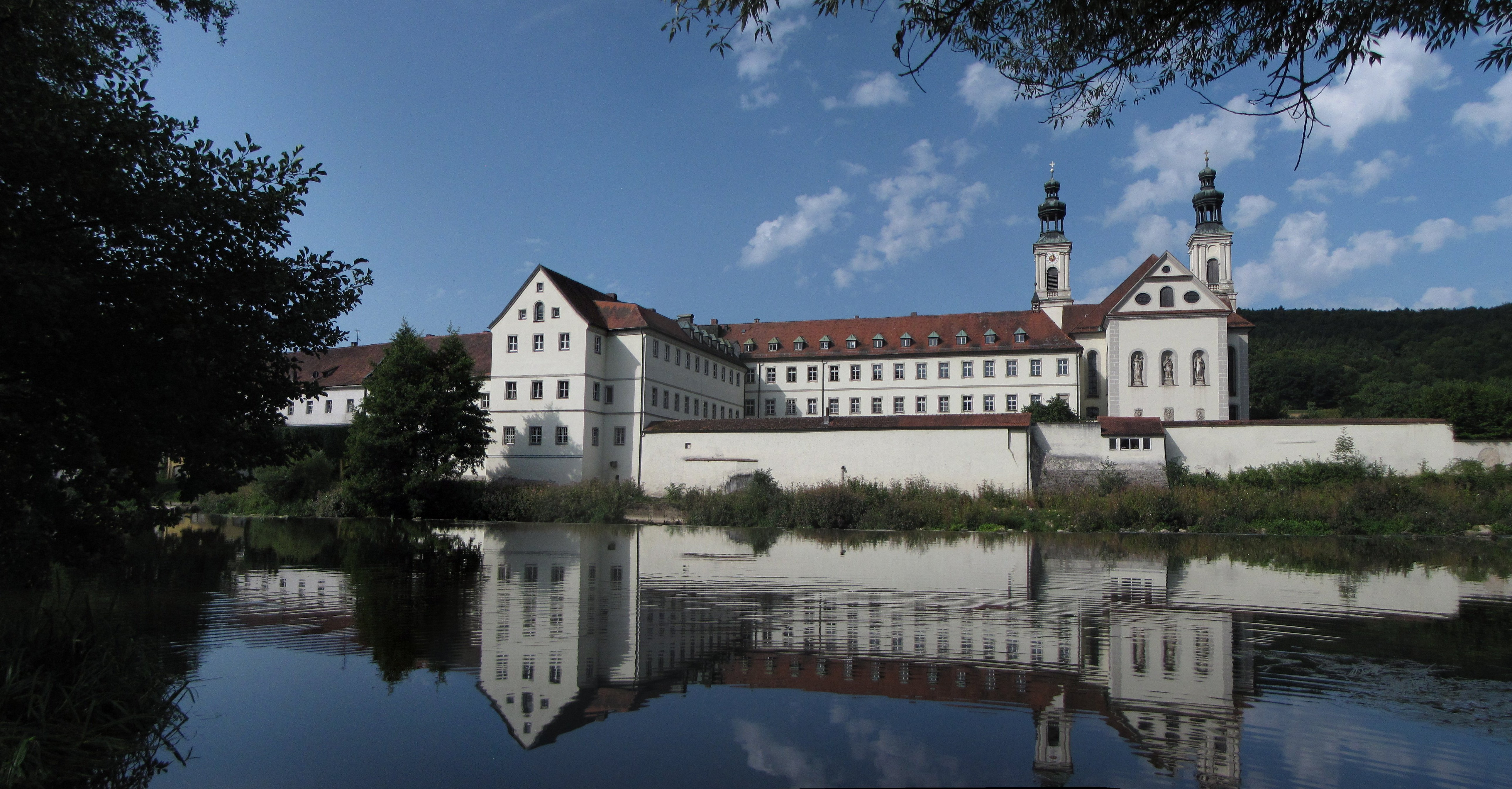
Die ehemalige Zisterzienserinnenabtei Pielenhofen (2012)

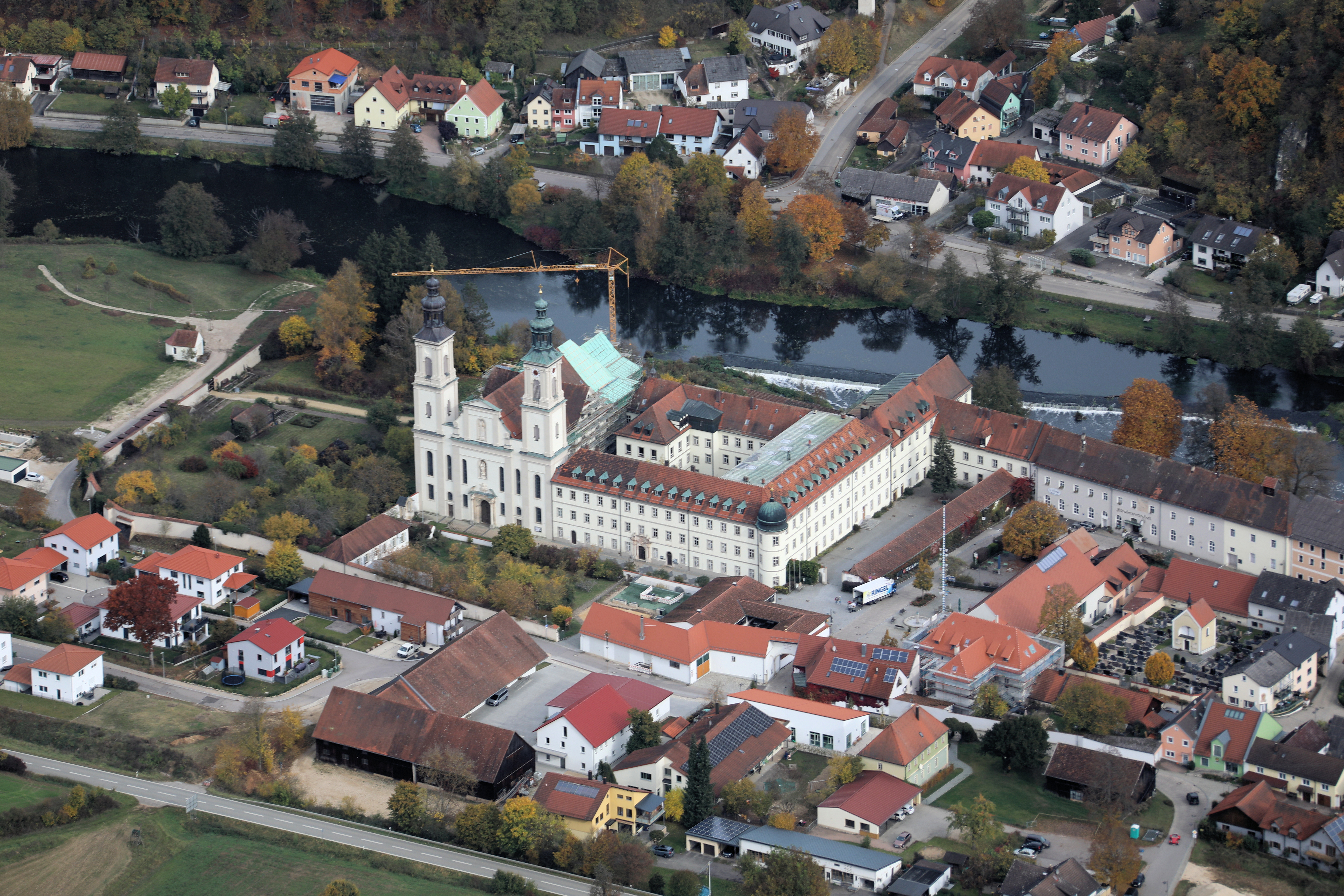
Ehemaliges Kloster Pielenhofen (2023)

Das Kloster Pielenhofen war ein Kloster in der gleichnamigen Gemeinde Pielenhofen in Bayern in der Diözese Regensburg.

## Geschichte
Das Maria Himmelfahrt geweihte Kloster der Zisterzienserinnen geht auf die Gründung 1240 durch die Herren von Hohenfels und von Ehrenfels zurück. 1542 kam das Kloster während der Reformation im Herzogtum Pfalz-Neuburg unter weltliche Verwaltung. 1559 löste Pfalzgraf Ottheinrich das Kloster auf. 1655 wurde es als Subpriorat dem Reichsstift Kaisheim einverleibt.
Im Zuge der Säkularisation in Bayern wurde das Kloster 1803 zum zweiten Mal aufgelöst. Die Klosterkirche wurde zur Pfarrkirche. 1806 bezogen die Karmelitinnen aus München und Neuburg an der Donau die Klosteranlage als ihr Zentralkloster. 1838 kauften die Salesianerinnen das Kloster und richteten darin ein Institut für Höhere Töchter ein. Daraus entwickelte sich ein Lyzeum, das bis 1980 bestand. Von 1981 bis zum Jahr 2013 war in Pielenhofen die Grundschule der Regensburger Domspatzen mit dem angeschlossenen Internat untergebracht.
Im Jahr 2010 wurde das Kloster von den Schwestern aus Personalmangel aufgegeben. Die letzten fünf noch verbliebenen Schwestern zogen in das Kloster Zangberg um. Im Jahr 2013 wurden die Klostergebäude an den Herder-Schulverein verkauft. Der Verein betreibt in den Gebäuden nun eine Realschule sowie eine Fachoberschule für Gestaltung.

## Klosterkirche

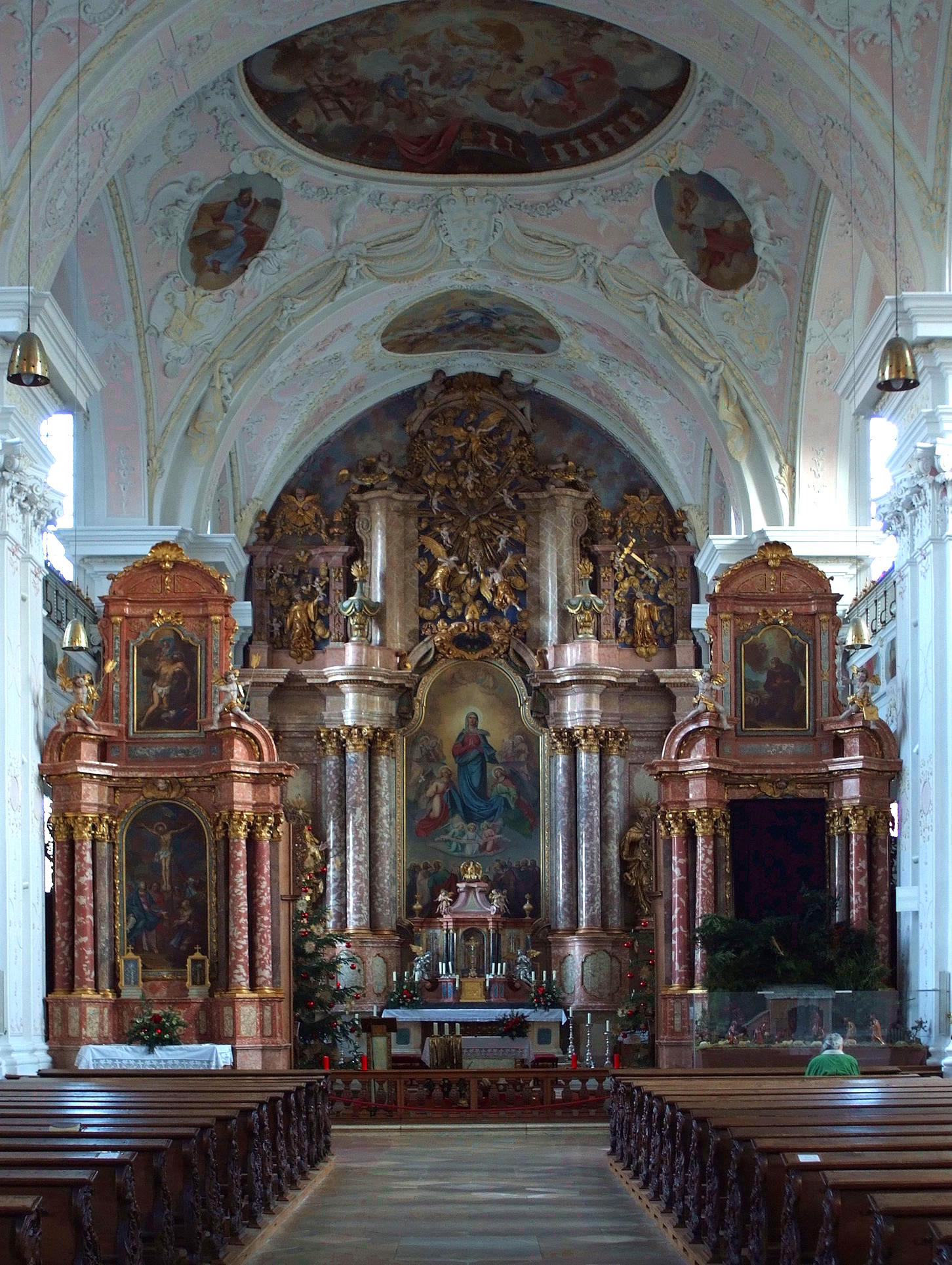
Altar der Klosterkirche

Die barocke Kirche besitzt zwei dreigeschossige Türme, zwei Seitenschiffe und ein Querschiff, die mit einem Kuppelgewölbe überdeckt sind. Im Inneren befindet sich ein spätbarocker Hochaltar mit acht Säulen. Das Deckengemälde mit dem Motiv der Dreifaltigkeit stammt von Jacob Carl Stauder. Die zwölf Apostelbilder sind das Werk von Johann Gebhard vom Kloster Prüfening.

## Das Eisenwerk des Klosters Pielenhofen
Die Zisterzienser hatten sich auch auf industrielle Arbeiten verlegt. So wird in Pielenhofen 1397 eine Mühle an der Naab mit vier Radwerken genannt. Die heute bestehende Klostermühle mit unterschlächtigen Wasserrädern stammt aus dem 16. Jahrhundert.
Seit dem 15. Jahrhundert gab es hier auch ein Hammerwerk. Hier wurde sogar der erste Holzkohlehochofen (Floss-, Blas- oder Blauofen) der Oberpfalz errichtet. Die Pfalzgrafen von Pfalz-Neuburg ließen 1604 in Pielenhofen ein Stahlwerk errichten. Die Erzzulieferung erfolgte aus einer kleinen Erzgrube bei Krachenhausen und überwiegend auf dem Schifffahrtsweg aus Sulzbach und Amberg. Der Hochofen war neun bis zehn Wochen pro Jahr in Betrieb und produzierte während dieser Zeit täglich ca. 610 kg Roheisen. Dieses wurde in Pielenhofen, Edlhausen und auf einen Zainhammer in Laaber zu Schmiedeeisen, Zaineisen und Stahl weiterverarbeitet. In einem Bericht des Kommissärs Hainrich Kheckh an die Münchener Hofkammer hieß es: „Der Hochofen isst 18 Schuech hoch, … würdet von 4 Persohnen  regiert, deren jeder, wie sie vermelden, ungenehrlich die wochen pr. 1 fl besoldet würdet. Mueß tag und Nacht vorttgehen, unnd würdet von 3, … 9, biß 10 Wochen, nachdeme das Werckh guett thuet, dabey Immerdar unaußgesezt zerrenet, bis etwo daran etwas zerpricht, oder selbiges annderer mengl halber ausgelescht würdet. Werden alda alle 24 stundt 3. Eisen gemacht, welche sie herunden am Ofen gleich wie vf anndern uidern Zrennwerckhen den Sünter herauslassen, dann disß orths schwimbt der Sünder ab, unnd würdt mit Hackhen herausgezogen. Ein Eisen helt 3 biß 3 ½ Ct.“ 1611 wurde in Ulm eine Verkaufsniederlage des Pielenhofener Eisenwerkes gegründet.
Der Dreißigjährige Krieg führte zum Erliegen des Hammers. 1652 wird aber wieder der Hammerschmied Joseph Türckh genannt, der hier als Zain- und Waffenschmied arbeitete.

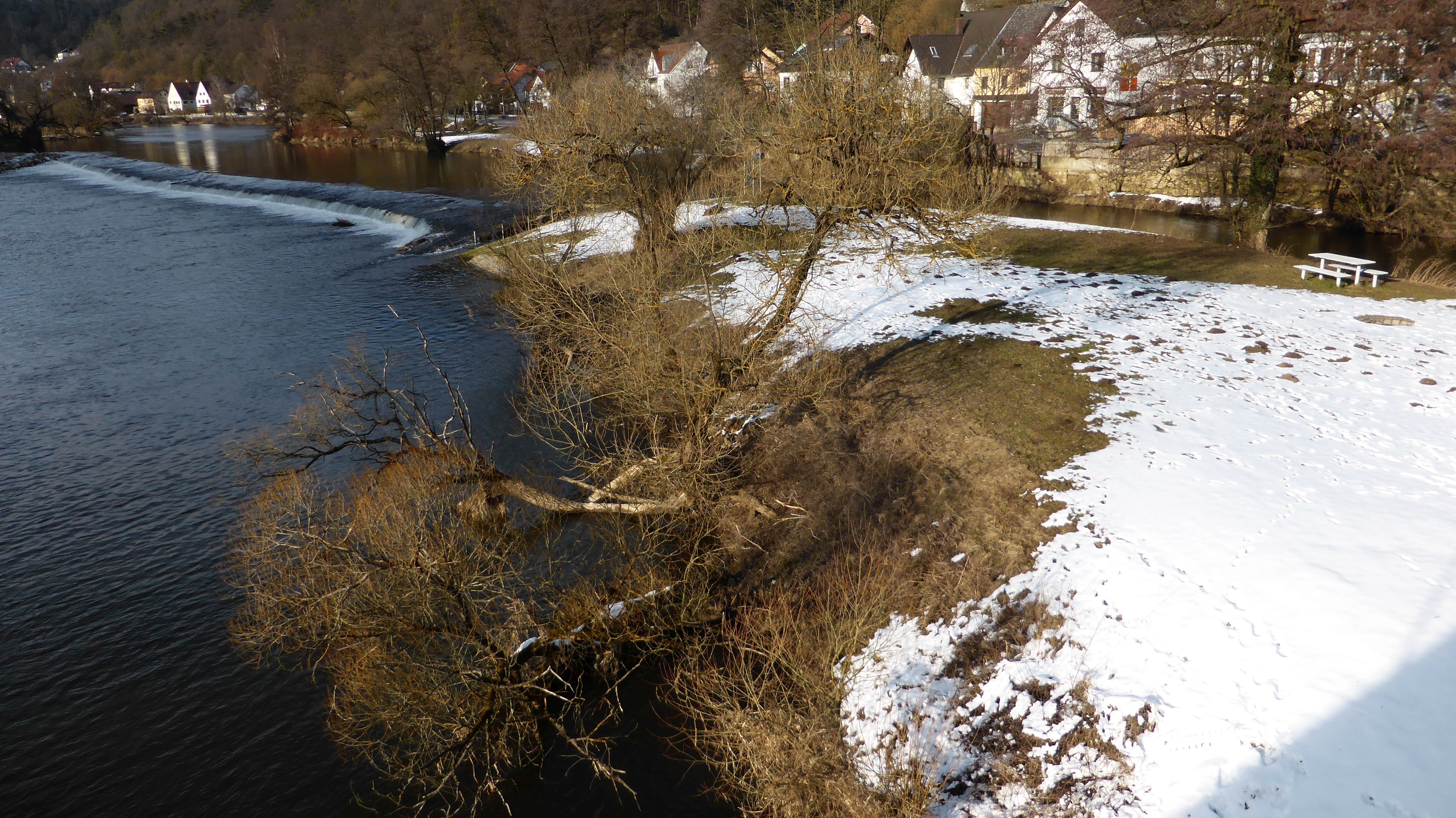
Naabinsel in Pielenhofen

1653/54 wurde auf landesherrliche Kosten unter Aufsicht des Pflegamtsverwalters von Laaber, Georg Giese, ein neuer Hammer unter Verwendung der Steine des alten Ofens an der Stelle einer Mühle errichtet, da man sich davon einen wirtschaftlichen Aufschwung versprach. Unter Beratung des Zerennmeisters Michael Schaller von Wolfsbach errichteten Arbeiter mit einem Kostenaufwand von 1894 fl einen Renn- und einen Wellherd, ein Pochwerk und anderes Zubehör. Es wurde auch ein Vorrat an Erz und Holzkohle angelegt und ein ausgedienter Wachtmeister aus Weiden als Verwalter angestellt. Dieser Hochofen wurde vom Kloster Pielenhofen dennoch nicht in Betrieb genommen, da es zu Auseinandersetzungen mit dem Kloster Kaisheim wegen der Nutzung der Klostergründe gekommen war. Kaisheim war auch nicht bereit, dem Landesherren die Kosten für die Errichtung des Hochofens abzulösen. So blieb der Hammer ungenutzt und die Einrichtungen verrotteten. 1657 wurden erhebliche Schäden durch ein Hochwasser festgestellt („durch das gewässer zerrissen, und bis dato deren kheiner mehr erpauet worden sein“) und von der Einrichtung waren erhebliche Teile entwendet worden. Zu einer Inbetriebnahme kam es nicht mehr.
Im Ort ist die Erinnerung an das Eisenwerk völlig verloren gegangen. Auf der Naabinsel sind aber noch wasserbauliche Bauwerke (Spannteiche, Mühlgraben, Kammerschleuse von 1837) der abgegangenen Mühlen- und Hammerbetriebe zu sehen.